# الخطوط الجوية المتحدة الرحلة 624
طائرة خطوط طيران يونايتد الرحلة 624 من نوع دي سي 6 ورقم التسجيل (NC37506)، كانت برحلة من سان دييغو وبتوقف في لوس أنجلوس وشيكاغو في طريقها إلى مطار لاغوارديا في نيويورك. تلك الطائرة المدنية ذات المحركات المروحية الأربع اصطدمت بالساعة 1:41 من بعد الظهر بالتوقيت الشرقي يوم 17 يونيو 1948 خارج أريستس في بنسلفانيا، وقد مات جميع الطاقم الأربع بالإضافة إلى الركاب البالغ عددهم 39 كانوا على متنها.

## البداية
تم منع اسطول طائرات الدي سي 6 من الطيران لمدة أربعة أشهر بأمر من وكالة الطيران الفدرالية خلال الشتاء الماضي وذلك بسبب حادث رحلة رقم 608 في 24 أكتوبر 1947. وقد حدد بان الحادث كان بسبب تصميم مجرى الوقود بالقرب من أنبوب التدفئة للطائرة مما سبب باشتعال النيران بمقصورة الحقائب، وقد تقرر تغيير نظام الحريق بجميع طائرات دي سي 6.

## تسلسل الحادث
كانت تلك الطائرة قد أتمت الهبوط الابتدائي المعتاد في طريقها لنيويورك، عندما أضاء مؤشر حريق بمقصورة العفش الأمامية، مماأقنع الطاقم بوجود حريق. لكن ذلك المؤشر أطفأ فجأة بعد ذلك مما دل على أنه تنبيه خاطئ، مع ذلك فقد أفرغ الطيار إسطوانات ثاني أكسيد الكربون بمقصورة الحقائب الأمامية في محاولة لإطفاء الحريق المحتمل. بينما إجراءات التشغيل السليمة تدعو لفتح صمامات التهوية للقمرة والمقصورة لإعانة الصمامات قبل تفريغ الإسطوانات للتمكن من سحب الغاز من المقصورة المتراكم بقمرة القيادة ومقصورة الركاب، ولا يوجد دليل على أن الطاقم قد فتحوا صمامات التهوية، وبالتالي فإن غاز CO2 قد تسرب إلى القمرة من مخزن الحقائب، بدأ بأنه قد أصاب الطاقم بعجز جزئي. مما جعل الطاقم يهبطون اضطراريا وخلال هبوطهم ضربت الطائرة ببرج تغذية عالي الطاقة مما أشعل النيران بها وارتطمت خلال أشجار التلال القريبة.